# Balthasar de Jarente
Balathasar Hercule de Jarente, ou de Gérente, mort le 27 juin 1555 à Embrun, est un prélat français du XVIe siècle.

## Biographie
Il appartient à une ancienne famille de Provence. Balthasar est le fils de Thomas, baron de Sénas et de Louise de Glandèves.
Balthasar de Jarente est premier président de la chambre des comptes et de la cour des aides de Provence et chanoine d'Aix. En sa faveur, la fonction de garde de sceaux est unie à celle de premier président. Il est évêque de Vence de 1530 à 1541 et de Saint-Flour de 1543 à 1547.
En 1551, il est nommé archevêque d'Embrun, où il réalise la construction du dôme et la chapelle de Sainte-Anne.